# Oleksij Arestowytsch

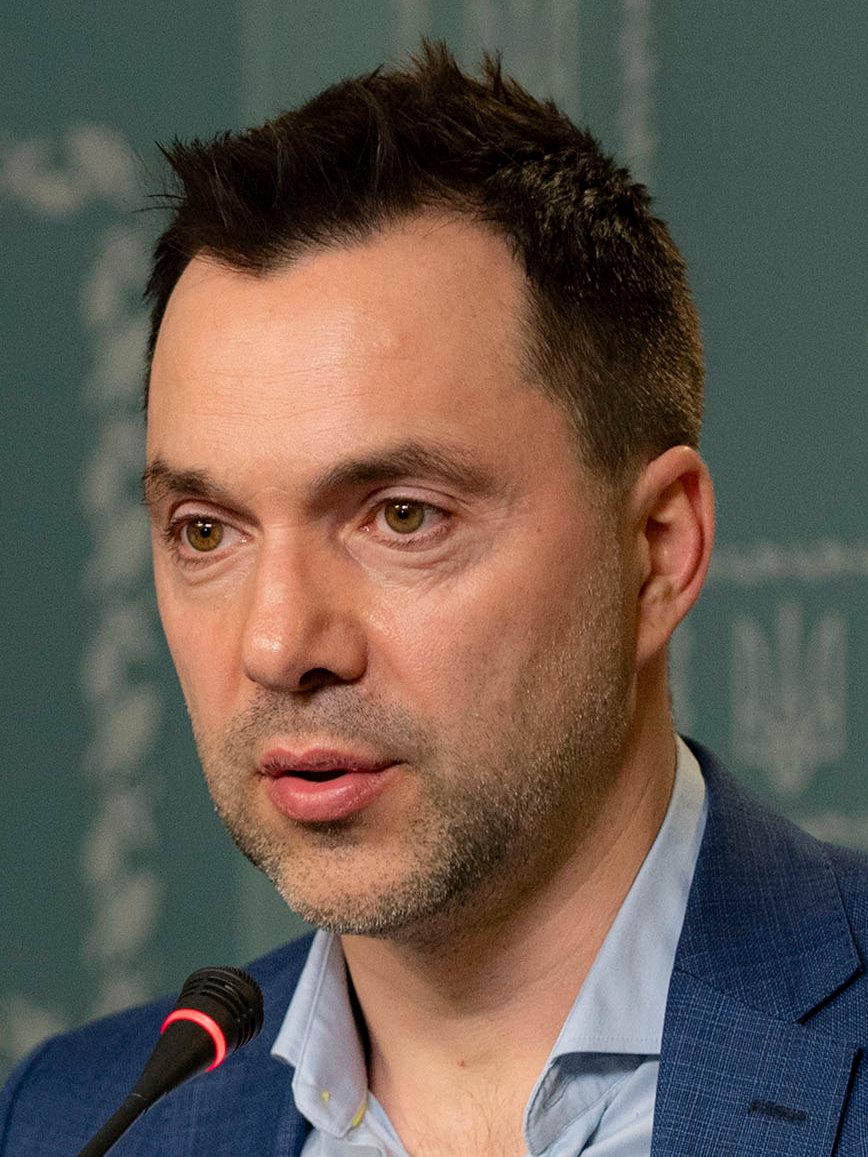
Oleksij Mykolajowytsch Arestowytsch, 2022

Oleksij Mykolajowytsch Arestowytsch (ukrainisch Олексій Миколайович Арестович; * 3. August 1975 in Ziteli-Zkaro) ist ein ukrainischer Offizier sowie ein politischer und militärischer Kolumnist. Er war Berater von Andrij Jermak, dem Leiter des Büros des ukrainischen Präsidenten. Arestowytsch ist zuständig für strategische Kommunikation im Bereich der nationalen Sicherheit und Verteidigung. Zudem war er der Sprecher der ukrainischen Delegation in der Trilateralen Kontaktgruppe von Minsk.

## Leben
Oleksij Mykolajowytsch Arestowytsch wurde in Ziteli-Zkaro in der Georgischen SSR geboren, dem heutigen Dedopliszqaro. Sein Vater Mykola Arestowytsch war Leiter des Zulassungsausschusses an der Nationalen Verteidigungsakademie. Er war belarussischer Pole aus Sluzk, die Mutter Russin aus der Oblast Woronesch. Arestowytsch verbrachte einen bedeutenden Teil seiner Kindheit in Belarus. Im Jahr 1992 schloss er die Schule in Kiew (Schule Nr. 178) ab und begann ein Studium an der Fakultät für Biologie der Nationalen Taras-Schewtschenko-Universität Kiew. Er brach das Studium aber bald ab und begann 1993 im modernen Kiewer Studiotheater Black Square Theatre zu spielen, wo er bis zum Jahr 2000 verblieb. Er wirkte in Werbespots, Filmen und Fernsehserien mit. Im Jahr 2000 begann er mit der Durchführung psychologischer Seminare und Schulungen. Im Jahr 2003 trat er in die Autorenschule „Ein Mann unter Menschen“ (ukrainisch Людина серед людей) des Psychologen Awesalom Pidwodnij (ukrainisch Авесалом Підводний) ein, die er 2010 abschloss. Er studierte zudem Theologie am Obersten Institut für Religionswissenschaften des heiligen Thomas von Aquin (ukrainisch Інститут релігійних наук святого Томи Аквінського). Im Jahr 2007 war er einer der Organisatoren der Filmfirma Aegis Artist Group. Im Jahr 2013 war er Gastgeber der ICTV-Sendung „Lehre uns zu leben“ ukrainisch Навчіть нас жити. In der Zeit nach dem Euromaidan begann seine Social-Media- und YouTube-Blogs. Seit dem Jahr 2015 ist er zum zweiten Mal verheiratet und hat insgesamt drei Kinder.

## Militärkarriere
Arestowytsch ist Absolvent der Militärakademie von Odessa (ukrainisch Одеського інституту сухопутних військ) und erlangte dort ein Diplom als Militärübersetzer für die englische Sprache. Nach Daten, die einer weiteren Bestätigung bedürfen, arbeitete er von 1994 bis 2005 in der Hauptdirektion für Geheimdienste des Verteidigungsministeriums der Ukraine und ist Oberstleutnant der Reserve. Seit 2014 bereitet er Kampfeinheiten im Rahmen des Volksreserveprogramms vor und ist Organisator eines Wohltätigkeitsfonds zur psychologischen Unterstützung des Militärs in der Anti-Terror-Operationszone (2014–2017). Von September 2018 bis September 2019 diente er in der Joint Forces Operation bei Kramatorsk in der 72. Mechanisierten Brigade als Nachrichtenoffizier.

## Politische Laufbahn
Im Jahr 2005 trat Arestowytsch der politischen Partei der Bruderschaft bei, die von Dmytro Kortschynskyj geführt wurde und dessen Stellvertreter er war. In dieser Zeit nahm er wiederholt an Konferenzen und Veranstaltungen der Eurasien-Bewegung von Alexander Geljewitsch Dugin teil, wo er sich aktiv gegen die Orange Revolution positionierte. Anfang 2009 organisierte er zusammen mit Kortschynskyj die Bürgerinitiative Schmeisst alle raus (ukrainisch Геть усіх), deren Aufgabe es war, „die Behörden dazu zu bringen, die Hauptprobleme der kleinen und mittleren Unternehmen und der Kraftverkehrsunternehmen des Landes zu lösen“. Im Juni 2009 wurde er zum stellvertretenden Leiter der Prymorske-Bezirksverwaltung des Stadtrats von Odessa ernannt, aber er wurde nach drei Monaten auf eigenen Wunsch entlassen. Am 28. Oktober 2020 wurde Arestowytsch von Leonid Krawtschuk zum Berater für Informationspolitik. Zudem wurde er zum offiziellen Sprecher der ukrainischen Delegation in der Trilateralen Kontaktgruppe zur Ukraine bei den Minsker Gesprächen über die Lösung des Krieges im Donbass ernannt.
Am 1. Dezember 2020 ernannte der Leiter des Büros des Präsidenten der Ukraine, Andrij Jermak, Oleksij Arestowytsch zu seinem freiberuflichen Berater für strategische Kommunikation im Bereich der nationalen Sicherheit und Verteidigung. Leonid Krawtschuk, Leiter der ukrainischen Delegation der Trilateralen Kontaktgruppe bei den Minsker Verhandlungen, stellte fest, dass Arestowytschs Kandidatur aufgrund seiner militärischen Erfahrung und des Vorhandenseins einer Vision und Position zu Themen, die Gegenstand der Tätigkeit der Kontaktgruppe sind, ausgewählt wurde.
Seit dem russischen Überfall auf die Ukraine am 24. Februar 2022 hielt Arestowytsch als Berater des Leiters des Büros des Präsidenten der Ukraine täglich Briefings über die aktuelle Situation ab. Diese Videos brachten ihm eine bedeutende Anhängerschaft ein.
Im August 2022 kündigte Arestowytsch an, dass er plant, für die Präsidentschaft der Ukraine zu kandidieren, wenn Wolodymyr Selenskyj nicht für eine zweite Amtszeit kandidiert.
Am 17. Januar 2023 trat Arestowytsch nach scharfer Kritik an öffentlichen Äußerungen von seiner Aufgabe als freier Berater des Präsidentenbüros zurück. In einem Live-Interview hatte er das Eingreifen der ukrainischen Luftabwehr als Ursache für den schweren Raketentreffer eines bewohnten Hochhauses in Dnipro am 14. Januar 2023 bezeichnet. Mykola Oleschtschuk, Kommandeur der ukrainischen Luftwaffe, hatte daraufhin erklärt, dass sie gar nicht dazu in der Lage sei, russische Ch-22-Überschallraketen abzufangen. Arestowytsch entschuldigte sich daraufhin bei den Hinterbliebenen.

## Ukraine-Krieg
Bereits im Jahr 2008 warnte Arestowytsch vor einer möglichen Annexion der Krim durch die Russische Föderation, die dann 2014 erfolgte. Er war laut eigenen Aussagen in Kramatorsk in den Jahren 2018 und 2019 an 33 Kampfeinsätzen als Späher beteiligt.
Im Februar 2019 beschrieb er in einem Interview mit dem ukrainischen Sender Apostrof TV ein Szenario, in dem Russland einen ausgewachsenen Krieg beginnt, der Luftlandeoperationen, die Belagerung von Kiew und die Einkesselung von ukrainischen ATO-Truppen im Donbas einschließt, um eine NATO-Mitgliedschaft der Ukraine zu verhindern. Er stellte dar, dass die Militärausgaben einer neutralen Ukraine zehnmal höher ausfielen als nur einen Krieg gegen jemanden zu führen.
Im Jahr 2022, nach der russischen Invasion der Ukraine, wurde Arestowytsch für seine Vorhersage von 2019 über die Unvermeidbarkeit („99,9 %“) eines Krieges mit Russland bekannt, da militärische Details seiner Prognose recht genau eingetroffen ist, wie z. B. der Angriff von Belarus aus, die Invasion über die Landenge von Perekop und die Besetzung des Kachowkaer Stausees zur Wasserversorgung der Krim, die Etablierung von neuen Volksrepubliken, Sabotageakte, Angriffe auf die kritische Infrastruktur.